# Suchá (Nechanice)
Suchá (německy Dürr) je vesnice, část města Nechanice v okrese Hradec Králové. Nachází se asi 4 km na sever od Nechanic. Prochází zde silnice II/323. V roce 2009 zde bylo evidováno 93 adres. V roce 2001 zde trvale žilo 212 obyvatel.
Suchá leží v katastrálním území Suchá u Nechanic o rozloze 4,53 km2.

## Historie
První písemná zmínka o obci pochází z roku 1384.

## Pamětihodnosti
- Kostel Nejsvětější Trojice – stojí na místě kostela, který byl zbořen roku 1850, nová novogotická jednolodní budova s hranolovou věží byla vystavěna v letech 1885-1887, v květnu 2013 byla v kostele otevřena kampanologická expozice Muzea východních Čech.[7]